# Phast
Phast est un logiciel de simulation de dispersion dans l'air. Il est employé pour modéliser des écoulements dans l'air à des fins d'études écologiques ou de sécurité industrielle.
Phast est l'acronyme anglais de Process Hazard Analysis Software Tool (qui peut se traduire par Outil logiciel d'analyse de risques de procédé).